# Краснозаводськ
Краснозаводськ — місто і найбільший населений пункт однойменного міського поселення Краснозаводська у Сергієво-Посадському муніципальному районі Московської області. Населення міста — 13,7 тис. чол. (2010).
Розташований на річці Куньї (притоки Дубни, басейн Волги), за 15 км на північ від міста Сергієв Посад, за 7 км на північний захід від найближчій станції Бужаніново і за 88 км на північний схід від Москви. Площа 19 км².

## Історія
Спочатку — робітниче селище при Троїцькому снаряжательному заводі (заснований 15 липня 1915 року, зараз — Краснозаводский хімічний завод). Спочатку не мав ніякої назви, після 1917 р. називався Відродження, Загорський (по близькості до міста Загорський — так називався Сергієв Посад), Червонозаводський. У 1940 р. перетворений у місто Краснозаводськ.
У зв'язку з тим, що у 2000 році зі складу міста було виведено селище Новобудова і на його основі утворено місто Пересвет, населення міста скоротилося майже вдвічі. У 1989 році у місті жило 29,8 тис. чоловік, перепис населення 2002 році виявив 13,5 тис. (-54 %). Зараз число жителів міста, згідно з офіційною статистикою, трохи збільшилося.

## Символіка
Міське поселення Краснозаводськ має власну символіку — герб та прапор. Основа міської геральдики — зображення куниці на червоному та зеленому полі. Першу редакцію герба було ухвалено 15 жовтня 2007 року, сучасну — 9 вересня 2010 року

## Промисловість
Містоутворююче підприємство — Краснозаводский хімічний завод, провідний російський розробник і виробник патронів для гладкоствольних рушниць 12, 16, 20 і 410 калібрів; також випускає паркові і висотні феєрверки, піротехнічні іграшки, а також деякі промислові товари (термітні патрони і шашки, залізничні петарди та ін.) Патрони Червонозаводського хімічного заводу за результатами випробувань на Льєжській і Бірмінгемській випробувальних станціях отримали сертифікати відповідності вимогам Постійної міжнародної комісії Брюссельської Конвенції з випробувань ручної вогнепальної зброї. Система контролю якості Червонозаводського хімічного заводу сертифікована за стандартом ISO 9000.
У місті також є хлібозавод, виробництво будматеріалів.

## Освіта та культура
У місті є Краснозаводский хіміко-механічний коледж (раніше — хіміко-технологічний технікум), дві середні школи (№ 1,7), музична школа, палац культури «Веселка». Є центр дитячої творчості та 5 дитячих садків.
Неподалік від міста — село Богородське, центр народного промислу. У селі розташована церква Різдва Богородиці, датується 1768 р.
З 2007 році у місті діє церква.

## Смерч
Увечері 3 червня 2009 року у Краснозаводську склалася надзвичайна ситуація — по території міста пройшов смерч (торнадо).
Смерч виник у результаті проходження холодного фронту 3 червня 2009 року близько 22:15 годин ± 15 хв за московським часом, у Московській області, у Сергієво-Посадському районі, поруч з містом Краснозаводськ.
На початку утворилося кілька воронок смерчу, які потім об'єдналися у одну високої руйнівної сили, яка досягала категорії F3 (за 5-бальною шкалою Фуджити). Довжина сліду становила 1,5 км, його середня ширина — 125 м, його максимальна ширина — 150 м, напрямок руху — SSE-NNW (південно-південно-схід — північно-північно-захід).
Зародження воронки смерчу також спостерігалося і на території Москви, близько 21 години за московським часом.

### Наслідки
За даними адміністрації міста Краснозаводська 60 осіб звернулися до місцевих лікарень за медичною допомогою з сильними забіями і переломами. З них 14 жителів були госпіталізовані до лікарні Сергієва Посада, троє опинилися у реанімації.
У місті був частково зруйнований місцевий ринок, з багатоквартирних будинків були зірвані дахи, пошкоджені і зруйновані балкони, вибиті стекла. Смерч піднімав у повітря автомобілі і торгові намети, були повалені і вирвані з корінням дерева. Збиток був нанесений і електромережі. Руйнування викликали замикання і пожежі, у результаті яких згоріло 9 квартир.
У результаті смерчу практично всі торгові павільйони міста були зруйновані, 40 житлових багатоквартирних будинків залишилися без вікон і дахів, 62 людини було поранено Загальний збиток, нанесений Краснозаводську, був оцінений в 170 мільйонів рублів.
Подібний смерч вважається досить рідкісним явищем для підмосковного регіону.